# Hellas Verona Football Club
Hellas Verona Football Club, ou simplesmente Verona, é um clube italiano de futebol fundado em 1903, na cidade de Verona, tendo como o seu maior rival o conterrâneo Chievo Verona e o Vicenza. Atualmente disputa a Serie A. Os helladini são muito tradicionais, com muitos torcedores em Verona e na região do Vêneto, sendo o clube mais popular dessa região do nordeste da Itália.[carece de fontes?]

## Estádio
A equipa manda os seus jogos no Estádio Marcantonio Bentegodi, fundado em 1963 onde seu maior rival o Chievo Verona, também é mandante em seus jogos. Possui uma capacidade para aproximadamente 39.400 pessoas.
O estádio foi palco da comemoração do Scudetto de 1984/1985 pelo Hellas Verona. Foi utilizado para quatro partidas da Copa do Mundo de 1990.

## Uniformes

### 1º uniforme
| 2019–2020 | 2018–2019 | 2017–2018 | 2016–2017 | 2015–2016 | 2014–2015 | 2013–2014 |

### 2º uniforme
| 2019–2020 | 2018–2019 | 2017–2018 | 2016–2017 | 2015–2016 | 2014–2015 | 2013–2014 |

### 3º uniforme
| 2019–2020 | 2018–2019 | 2017–2018 | 2016–2017 | 2015–2016 | 2014–2015 | 2013–2014 |

## Títulos
| NACIONAIS | NACIONAIS           | NACIONAIS | NACIONAIS                  |
|           | Competição          | Títulos   | Temporadas                 |
| --------- | ------------------- | --------- | -------------------------- |
|           | Campeonato Italiano | 1         | 1984-85                    |
|           | Série B             | 3         | 1956-57, 1981-82 e 1998-99 |
|           | Série C             | 1         | 1942-43                    |

## Conquistas e honorários
- Taça dos Campeões (1949)
- Trofeu Della Itália (1952)

## Elenco
- Atualizado em 31 de julho de 2025 [1].

Legenda
- : Capitão
- : Jogador suspenso
- : Jogador lesionado

## Treinadores
| - András Kuttik (1929–32) - Sándor Peics (1939) - Karl Stürmer (1941–42) - Luigi Ferrero (1954) - Federico Allasio (1955) - Aldo Olivieri (1959–60) - Romolo Bizzotto (1960–61) - Giancarlo Cadè (1964–65) - Omero Tognon (1965–66) - Nils Liedholm (1966–68) - Giancarlo Cadè (1968–69), (1972–75) - Luigi Mascalaito (1974–79) - Ferruccio Valcareggi (1975–78) - Giuseppe Chiappella (1978–79) - Fernando Veneranda (1979–80) - Giancarlo Cadè (1980–81) - Osvaldo Bagnoli (1981–90) - Eugenio Fascetti (July 1, 1990 – March 28, 1992) - Nils Liedholm (March 29, 1992 – June 30, 1992) - Edoardo Reja (July 1, 1992 – June 30, 1993) | - Bortolo Mutti (July 1, 1994 – June 30, 1995) - Attilio Perotti (July 1, 1995 – June 30, 1996) - Luigi Cagni (July 1, 1996 – June 30, 1998) - Cesare Prandelli (July 1, 1998 – June 30, 2000) - Attilio Perotti (July 1, 2000 – June 30, 2001) - Alberto Malesani (July 4, 2001 – June 10, 2003) - Sandro Salvioni (July 1, 2003 – June 30, 2004) - Massimo Ficcadenti (July 20, 2004 – Dec 24, 2006) - Giampiero Ventura (Dec 24, 2006 – June 30, 2007) - Franco Colomba (July 1, 2007 – Oct 8, 2007) - Davide Pellegrini (Oct 9, 2007 – Dec 30, 2007) - Maurizio Sarri (Dec 31, 2007 – Feb 27, 2008) - Davide Pellegrini (Feb 28, 2008 – June 11, 2008) - Gian Marco Remondina (June 12, 2008 – May 10, 2010) - Giovanni Vavassori (May 10, 2010 – June 21, 2010) - Giuseppe Giannini (June 22, 2010 – Nov 8, 2010) - Andrea Mandorlini (Nov 9, 2010 – Nov 30, 2015) - Luigi Delneri (Dec 1, 2015 – May 23, 2016) - Fabio Pecchia (June 1, 2016 –) |